# Тамил Наду
Тамил Наду (на тамилски: தமிழ்நாடு, „Страната на тамилите“; на английски: Tamil Nadu) е щат в Южна Индия, граничещ с Карнатака, Керала, Андра Прадеш и Пондичери. Тамил Наду е родината на тамилите, чиято култура датира от древността. Тамил Наду е центърът на дравидската политика, доминиран от партиите ДМК и АИАДМК. По общо развитие е на едно от първите места в страната.

## История
В древността Тамил Наду е дом на четирите мощни царства Чера, Чола, Пандя и Палави. Сангамската литература от преди новата ера описва подвизите на техните царе и князе, както и поетите възпали ги. През 580 г. Палавите постигат владичество и царуват над района през следващите 150 г. със столица в Канчипурам. Те строят много храмове и по тяхно време дравидската архитектура достига своя връх. През 9 век Чолите разширяват владенията си до Бенгал и завладяват част от Шри Ланка. Флотата им достига до Бирма, Андаманските и Никобарските острови, Суматра, Ява и Малайзия. Чолите упадат през 13 век и на тяхно място идват Пандите, но през 1316 г. те са покорени от мюсюлманските нашественици от север Кхилджи, които основават султаната Мадурай. Мюсюлманските нашественици основават империята Виджаянагар в Декан, която завзема целия Тамил Наду ок. 1370 г. След упадъка на империята управителите Наяк обявяват независимост и възстановяват някои от старите храмове.
Около 1609 г. нидерландците основават селище в Пуликат. През 1639 г. Британската Източноиндийска компания основава селище на територията на днешен Ченай (Мадрас). Британците използват свади между местните владетели, за да разширят влиянието си. Те влизат във война с французите и ограничават владенията им в Индия до Пондичери.
През 1947 г. е създаден щата Мадрас, състоящ се от територията на днешен Тамил Наду, брега на Андра Прадеш до община Ганджам в Ориса, северна Карнатака и част от Керала. Щатът по-късно е разделен по езиков признак и преименуван на Тамил Наду.

## География и климат
На север и запада в Тамил Наду е хълмиста област, а по крайбрежието на изток и юг са равнини. Най-южната точка на Индия, нос Коморин (Канякумари), се намира в Тамил Наду. Крайбрежието на Тамил Наду е дълго около 1000 км. Тамил Наду има периоди на суша. От юни до септември е югозападния мусон със силни югозападни ветрове. Североизточния мусон е от октомври до декември с доминиращи североизточни ветрове. От януари до май е сухият сезон. Средният валеж е 945 мм, от които 48% са в резултат на североизточния, а 32% в резултат на югозападния мусон. Тъй като щатът е изключително зависим от мусоните за своите водни запаси, липсата на мусонни дъждове води до силна суша и недостиг на питейна вода. Най-високата температура, измерена в равнините, е 43 °C, а в хълмовете 32,3 °C. Най-ниската температура, измерена в равнините, е 13,1 °C, а в хълмовете 3 °C. Около 17% от територията на щата е покрита от гори, някои от които са защитени в паркове и резервати. Тамил Наду произвежда около 15% от солта в страната.

## Правителство и политика
Тамил Наду има двукамерно законодателно събрание до 1986 г., когато го заменя с еднокамерно по подобие на повечето щати в Индия. Губернаторът е глава на щата, а главният министър е глава на изпълнителната власт. Щатът изпраща 39 депутати в долната камара на индийския парламент (Лок Сабха).
Регионалните партии доминират политиката в щата от 1967 г. Реорганизацията на индийските щати по езиков и етнически признак намалява силата на тамилския национализъм, особено на искането за независимост от Индия. Агитацията против използването на хинди от индийското правителство през 1960-те години прави партията Дравида Мунетра Кажагам популярна и тя печели изборите през 1967 г. като сваля от власт Индийския национален конгрес.

## Икономика
Брутният вътрешен продукт на Тамил Наду за 2007 г. е оценен на 70 млрд. долара, отчитайки ръст от 12,2% спрямо предишната година. Тамил Наду е на трето място по големина на икономиката и на второ място след Махаращра по индустриализация. Отрасълът на услугите представлява 45% от БВП, промишленото производство 34%, а земеделието 21%. Най-големият инвеститор в щата е правителството с 51%, следвано от индийски частни капитали с 29,9% и чуждестранни инвеститори с 14,9%. Бедността е 27,5%.

### Земеделие
Тамил Наду е на второ място по производство на ориз, след Пенджаб. Щатът също е производител на плодове (главно манго и банани), зеленчуци (тапиока, домати, кромид лук), подправки (люти чушки, кориандър, тамаринд куркума) и цветя (жасмин, хризантеми, невени). Тамил Наду е единственият щат с официална политика за производство на биодизел от растението джатрофа.

### Промишленост
В Ченай е концентрирана автомобилната промишленост. В щата се произвеждат автомобили, железопътни вагони, автобуси, камиони, трактори, мотоциклети, танкове и тежки машини. В Тамил Наду има две АЕЦ, както и ТЕЦ и ВЕЦ, което позволява на щата да продава електричество на съседните Андра Прадеш и Карнатака.
Тамил Наду е изградил мрежа от около 110 индустриални паркове с осигурена инфраструктура. Най-големият софтуерен парк е в Ченай. Текстилната промишленост и производството на електроуреди и електроника също са силно застъпени. Тамил Наду е водещият щат по производство на цимент в Индия.

### Туризъм
Туристическата индустрия на Тамил Наду е на второ място в Индия. През 2005 г. щатът е посетен от 1 219 000 чуждестранни и 29 305 000 индийски туристи.
В Тамил Наду се намира най-големият индуистки храм в света – Раджагопурам в Шрирангам, както и други важни за индуистите храмове. Християните са привлечени от планината Свети Тома до Ченай, където се вярва, че е срещнал мъченическата си смърт апостол Тома (Тома Неверни). Върху мястото е построена базилика.

## Демография
Между 1991 и 2001 г. населението а Тамил Наду расте с 11,19%. През 2005 – 2006 г. плодовитостта е сведена до 1,8 – най-ниската в Индия. Около 47% от населението на Тамил Наду живее в градовете, един от най-високите проценти в Индия. Индуистите в Тамил Наду са 88%, християните 6%, мюсюлманите 5%.
Грамотността е 73%, а отношението мъже/жени е 1000/987. Средната продължителност на живота при мъжете е 65,2 години, а при жените 67,6 години. Бедността е намаляла от 51,1% през 1983 г. до 21,1% през 2001 г.

## Образование
Около 99% от населението има достъп до основно образование. В Тамил Наду има 32 университета, 350 инженерни колежа, 1150 колежа по изкуствата и хуманитарните науки и 2550 училища. Щатът дава на над 30 000 души инженерно образование всяка година, което привлича софтуерни фирми да се установят в Южна Индия.

## Култура
Тамилският език е един от официалните езици на Индия и е вторият класически език наред със санскрит. Тамилите имат голям брой фолклорни танци, най-известният от които е каракатам. Бхаратанатям е класически танц, за който се вярва, че е създаден от Бхарата Муни, индуистки мъдрец, автор на Натя шастра. Танджорската художествена школа и Тамилската архитектура също съставят част от културното наследство на щата.

## Статистика
- Основан: 1 ноември 1956 г.

- Територия: 130 058 km²

- Столица: Ченай (Мадрас)

- Най-голям град: Ченай

- Население: 62 405 679 (на 6-о място); гъстота на населението: 478 души/km²

- Езици: Тамилски

- Законодателно събрание (места): еднокамерно (235)